# Magnolia (Iowa)
Pour les articles homonymes, voir Magnolia (homonymie).
Magnolia est une ville du comté de Harrison, en Iowa, aux États-Unis. Elle est fondée en 1851 et incorporée le 30 novembre 1909.

## Source de la traduction
- (en) Cet article est partiellement ou en totalité issu de l’article de Wikipédia en anglais intitulé « Magnolia, Iowa » (voir la liste des auteurs).